# Необходимая жестокость (телесериал)
«Необходи́мая жесто́кость» (англ. Necessary Roughness) — американский телесериал в жанре драмы и спортивной драмы. Премьера состоялась 29 июня 2011 года на телеканале USA Network. Сериал был заказан 29 января 2011 года. 15 сентября 2011 года шоу было продлено на второй сезон, состоящий из 16 серий. 7 января 2013 года было объявлено о продлении сериала на третий сезон, состоящий из 10 эпизодов.
19 ноября 2013 года сериал был закрыт.

## Сюжет
Дэни Сантино, которая недавно развелась с мужем, изменявшим ей, получает работу в качестве постоянного психолога в профессиональной команде по американскому футболу «Нью-Йоркские Ястребы». Её карьера моментально взлетает в гору, когда к ней начинают обращаться атлеты, музыканты и политики, нуждающиеся в её жесткой, но дающей невероятные результаты терапии. Дэни должна научиться жить по-новому, балансируя между работой и обязанностями матери-одиночки.

## В ролях
| Актёр              | Персонаж                      | Эпизоды | Сезоны    | Сезоны    | Сезоны    |
| Актёр              | Персонаж                      | Эпизоды | 1         | 2         | 3         |
| ------------------ | ----------------------------- | ------- | --------- | --------- | --------- |
| Кэлли Торн         | Доктор Даниэль «Дэни» Сантино | 38      | Регулярно | Регулярно | Регулярно |
| Марк Блукас        | Мэттью «Мэтт» Доннели         | 29      | Регулярно | Регулярно | Гость     |
| Скотт Коэн         | Доминик Юджин «Нико» Карелес  | 38      | Регулярно | Регулярно | Регулярно |
| Ханна Маркс        | Линдси Сантино                | 29      | Регулярно | Регулярно | Гость     |
| Патрик Джонсон     | Рэй «Рэй Джей» Сантино        | 28      | Регулярно | Регулярно |           |
| Мехкад Брукс       | Терранс «Ти Кей» Кинг         | 38      | Регулярно | Регулярно | Регулярно |
| Карисса Ли Стейплс | Палома Мэдсен                 | 10      |           |           | Регулярно |
| Джон Стэймос       | Коннор Макклейн               | 10      |           |           | Регулярно |

## Список серий
| Сезон | Сезон | Эпизоды | Оригинальная дата показа | Оригинальная дата показа |
| Сезон | Сезон | Эпизоды | Премьера сезона          | Финал сезона             |
| ----- | ----- | ------- | ------------------------ | ------------------------ |
|       | 1     | 12      | 29 июня 2011             | 14 сентября 2011         |
|       | 2     | 16      | 6 июня 2012              | 20 февраля 2013          |
|       | 3     | 10      | 12 июня 2013             | 21 августа 2013          |

## История создания
Сериал основан на реальной истории психотерапевта доктора Донны Денненфлешер, которая работала на «Нью-Йорк Джетс». Оригинальное название сериала было «Доктор Донна», а шоу впервые появилось в производстве USA Network в декабре 2009 года. В мае 2010 года телеканал заказал пилотную серию с новым названием «Необходимая жестокость». Лиз Крюгер и Крейг Шепиро написали сценарий для пилота, а Кевин Даулинг стал режиссёром серии.
Кастинг начался в середине сентября. Первой к съёмочной группе присоединилась Кэлли Торн, которая сыграла роль психотерапевта Даниэль «Дэни» Сантино. Вторым к проекту присоединился Марк Блукас, играющий спортивного тренера. Скотт Коэн и Мехкад Брукс влились в группу в октябре. Коэн играет коллегу Дэни, а Брукс — её главного клиента.
Приглашёнными звёздами стали Аманда Дэтмер, сыгравшая лучшую подругу Дэни Джанетт и Кончетта Томей в роли матери Дэни Анджелы. В начале ноября Крэйг Бирко был утвержден на роль бывшего мужа Дэни Рэя.
Пилотный эпизод был снят в Атланте, штат Джорджия в ноябре и декабре 2010 года. Зелёный свет был дан шоу 19 января 2011 года. 15 сентября 2011 года USA Network продлил сериал на второй сезон.

## Награды
| Год  | Награда        | Категория                                           | Номинант       | Результат |
| ---- | -------------- | --------------------------------------------------- | -------------- | --------- |
| 2012 | Золотой глобус | Лучшая женская роль в телевизионном сериале (драма) | Кэлли Торн     | Номинация |
| 2013 | Молодой актёр  | Лучшая роль на телевидении - Ведущий молодой актер  | Патрик Джонсон | Номинация |